# Вагнер, Владимир Александрович (геолог)
Владимир Александрович Вагнер. (1840—1914) — горный инженер, управляющий «Горною и соляною частями» Области Войска Донского, начальник Юго-Восточного горного управления Российской империи (1900—1911). Крупный меценат, один из основателей Донского музея в Новочеркасске. Почётный гражданин города Новочеркасск, создал благотворительное общество, открыл больницы и приюты для сирот, многие годы был директором городского театра.

## Биография
Родился в Санкт-Петербургской губернии, лютеранского вероисповедания.
В 1859 году окончил Императорский Корпус горных инженеров (КГИ).
В 1860 году начал работать на Луганском заводе, в распоряжении смотрителя Лисичанского рудника.
В 1961 году командирован в Русское общество Пароходства и торговли на каменноугольные разработки, заложил крупную шахту Покровская (1862).\
В 1864 году зачислен по Главному управлению Корпуса Горных Инженеров.
С сентября 1865 года находился в шестимесячной командировке для осмотра и изучения каменноугольных рудников в Англии, Бельгии, Франции и Германии и для приемки машин, заказанных для рудника Русского Общества пароходства и торговли.
В 1867 году назначен правителем Канцелярии управления горной и соляной частями в области Войска Донского, причислен к МГИ (1878).
В 1885—1900 годах — управляющий горной и соляной частями в области Войска Донского
В 1900—1911 годах — начальник Юго-Восточного горного управления Российской империи.
Скончался 7 (20) июля 1914 года в Симферополе, был похоронен в Новочеркасске.

## Научная и общественная работа
На 11 Съезде горнопромышленников юга России в 1886 г. В. А. Вагнер был председателем комиссии по вопросу об улучшении каботажного флота в Азовском и Чёрном морях, и о водяных путях сообщения.
На 12 Съезде в 1887 г. — председатель комиссии по вопросу о расширении сбыта донецкого минерального топлива с помощью улучшения каботажного флота в Азовском и Чёрном морях и о содействии постройке портовых барж.
На 13 Съезде в 1888 г. — разрабатывал вопросы о причинах, вызвавших каменноугольный кризисе в Донецком бассейне, и о мерах по его устранению.
На 14 Съезде в 1889 г. — председатель комиссии по вопросу о мерах к развитию угольного каботажа в Азовском и Чёрном морях, об устройстве портов и пристаней и об улучшении судоходства по рекам Дону и Днепру.
На 15 Съезде в 1890 г. — председатель комиссии по вопросу о мерах к развитию торгового флота и торговли углем на Азовском и Чёрном морях и об улучшении судоходства по рекам Дону и Днепру. Кроме того, он принимал участие в работе комиссии по вопросу о бесперегрузочном сообщении по перевозке антрацита Козлово-Воронежско — Ростовской и Владикавказской железными дорогами.
На 17 Съезде в 1892 г. — председатель комиссии по вопросу об ответственности рабочих при работах на рудниках, в которых выделяется гремучий газ. На томе же Съезде он подал заявление с просьбой ходатайствовать перед правительством о том, чтобы торговля спиртными напитками в районе копей и заводов производилась от казны.
Был председателем 30-34 съездов. В 1906 году был избран почетным членом Совета Съезда.
Передал в Донской музей научную коллекцию из Донецкого каменноугольного бассейна в 14 витринах из орехового дерева с выдвижными ящиками для образцов, а также минералы и окаменелости из других регионов России. Эти коллекции заняли левое крыло нижнего этажа.
Организовал школы для электрорабочих в Колпакове, на его средства в имении супруги Вагнера было выстроено и оборудовано здание школы-церкви.

## Семья
- Отец Вагнер, Александр Павлович (1803—1860) после окончания Московского университета (1825) служил в ДГиСД — пом. столонач. (1827), столонач. (1829), ст. столонач. (1836) Судного отд., аудитор, обер-аудитор Штаба КГИ (1837), кс (1839), сс, учитель истории училища Ордена св. Екатерины (1846), автор работ: «Исторический атлас земного шара» (СПб., 1839), «Тетрадь для повторения всеобщей политической и русской истории» (СПб, 1843).

- Брат, Вагнер, Павел Александрович (1832-?) окончил Горный институт в 1851, начал работать на Луганском заводе, проводил разведку железных руд в селе Государев-Буерак Екатеринославской губ. (1853), смотритель Екатерининского (1854), Лисичанского (1856) рудников в Луганском округе, зачислен по Гл. управлению КГИ с назначением в распоряжение Русского общества Пароходства и торговли (1861), был в командировках заграницу в 1857 и 1864), зачислен по МФ с оставлением в распоряжении Русского общества Пароходства и торговли и Одесской ж.д. (1871), сс (1872), в 1873 откомандирован для производства разведок и разработки антрацита и железных руд в дачах отст. гвардии ротмистра Колпакова, в отст. по домашним обстоятельствам (1877).

## Память
В честь него названы:
- 1899 — Фонд углепромышленников Области Войска Донского.
- 1908 — Санитарная станция «Вагнеровская»[3].
- 1909 — Школа десятников имени В. А. Вагнера в Макеевке.